# Roederiodes macedonicus
Roederiodes macedonicus är en tvåvingeart som beskrevs av Wagner och Horvat 1993. Roederiodes macedonicus ingår i släktet Roederiodes och familjen dansflugor. Inga underarter finns listade i Catalogue of Life.